# 钟萼粗叶木
钟萼粗叶木（学名：Lasianthus trichophlebus）为茜草科粗叶木属下的一个种。

## 扩展阅读
- 維基物種上的相關：钟萼粗叶木